# Oldenlandia filicaulis
Oldenlandia filicaulis är en måreväxtart som beskrevs av Karl Moritz Schumann. Oldenlandia filicaulis ingår i släktet Oldenlandia och familjen måreväxter. Inga underarter finns listade i Catalogue of Life.